# Zhao Junzhe
Zhao Junzhe (en chino:  肇俊哲; pinyin: Zhào Jùnzhé) (Shenyang, 19 de abril de 1979) es un exfutbolista chino, se desempeñaba como centrocampista. Fue jugador de la selección de fútbol de China, con 71 partidos jugados.

## Selección nacional

### Participaciones en Copas del Mundo
| Mundial                        | Sede                  | Resultado    | Partidos | Goles |
| ------------------------------ | --------------------- | ------------ | -------- | ----- |
| Copa Mundial de Fútbol de 2002 | Corea del Sur y Japón | Primera fase | 2        | 0     |

### Participaciones en Copas de Asia
| Copa               | Sede  | Resultado  | Partidos | Goles |
| ------------------ | ----- | ---------- | -------- | ----- |
| Copa Asiática 2004 | China | Subcampeón | 6        | 0     |

## Clubes
| Club        | País  | Año       | Partidos | Goles |
| Liaoning FC | China | 1999-2016 | 393      | 50    |

## Palmarés
Liaoning FC
- Primera Liga China: 2009
- China FA Cup: 1999.

- Datos: Q483608